# Салватера (Ређо Емилија)
Салватера (итал. Salvaterra) је насеље у Италији у округу Ређо Емилија, региону Емилија-Ромања.
Према процени из 2011. у насељу је живело 3643 становника. Насеље се налази на надморској висини од 76 м.